# 祥龙观
祥龙观，是位于中国山东省泰安市东平县银山镇腊山的一个明代古建筑，1994年入选泰安市第一批文物保护单位。
祥龙观又称三清宫，始建于唐代的道教建筑，传说为丘处机修身布道之处。